# Gridley (Illinois)
Gridley és una població dels Estats Units a l'estat d'Illinois. Segons el cens del 2000 tenia 1.411 habitants.

## Demografia
Segons el cens del 2000, Gridley tenia 1.411 habitants, 550 habitatges, i 387 famílies. La densitat de població era de 469,6 habitants/km².
Dels 550 habitatges en un 34,4% hi vivien nens de menys de 18 anys, en un 60,2% hi vivien parelles casades, en un 7,3% dones solteres, i en un 29,6% no eren unitats familiars. En el 27,6% dels habitatges hi vivien persones soles el 15,5% de les quals corresponia a persones de 65 anys o més que vivien soles. El nombre mitjà de persones vivint en cada habitatge era de 2,57 i el nombre mitjà de persones que vivien en cada família era de 3,16.
Per edats la població es repartia de la següent manera: un 28,6% tenia menys de 18 anys, un 6,9% entre 18 i 24, un 27,7% entre 25 i 44, un 21,3% de 45 a 60 i un 15,5% 65 anys o més.
L'edat mediana era de 37 anys. Per cada 100 dones de 18 o més anys hi havia 92,4 homes.
La renda mediana per habitatge era de 46.458 $ i la renda mediana per família de 51.908 $. Els homes tenien una renda mediana de 36.818 $ mentre que les dones 25.625 $. La renda per capita de la població era de 19.752 $. Aproximadament el 5,9% de les famílies i el 6,4% de la població estaven per davall del llindar de pobresa.

## Poblacions més properes
El següent diagrama mostra les poblacions més properes.